# خط عرض 10° جنوب
خط عرض 10° جنوب هي إحدى دوائر العرض الجغرافية، وهي دوائر وهمية تحيط بالكرة الأرضية، وموازية لخط الاستواء، وتتميز هذه الدائرة بأن الأراضي الواقعة عليها تنتمي للمنطقة المدارية الحارة.

## حول العالم
خط عرض 10° جنوب يبدأ من خط الزوال الأولي ويتجه شرقا ويمر عبر:
| الإحداثيات                           | البلد أو الإقليم أو البحر   | ملاحظات |
| ------------------------------------ | --------------------------- | --- |
| 10°0′S 0°0′E / 10.000°S 0.000°E      | المحيط الأطلسي              | |
| 10°0′S 13°20′E / 10.000°S 13.333°E   | أنغولا                      | |
| 10°0′S 22°12′E / 10.000°S 22.200°E   | جمهورية الكونغو الديمقراطية | |
| 10°0′S 28°38′E / 10.000°S 28.633°E   | زامبيا                      | |
| 10°0′S 33°20′E / 10.000°S 33.333°E   | مالاوي                      | |
| 10°0′S 33°57′E / 10.000°S 33.950°E   | بحيرة ملاوي                 | |
| 10°0′S 34°31′E / 10.000°S 34.517°E   | تنزانيا                     | |
| 10°0′S 39°49′E / 10.000°S 39.817°E   | المحيط الهندي               | Passing between islands in the Aldabra Group, سيشل · مرورا بشمال Farquhar Atoll, سيشل · مرورا بشمال the أجاليغا, موريشيوس |
| 10°0′S 119°57′E / 10.000°S 119.950°E | إندونيسيا                   | جزيرة جزيرة سومبا |
| 10°0′S 120°49′E / 10.000°S 120.817°E | بحر سافو                    | |
| 10°0′S 123°34′E / 10.000°S 123.567°E | إندونيسيا                   | جزيرة تيمور (جزيرة) |
| 10°0′S 124°34′E / 10.000°S 124.567°E | بحر تيمور                   | |
| 10°0′S 131°19′E / 10.000°S 131.317°E | بحر آرافورا                 | |
| 10°0′S 141°39′E / 10.000°S 141.650°E | بحر المرجان                 | مرورا عبر the جزر مضيق توريس, أستراليا |
| 10°0′S 147°40′E / 10.000°S 147.667°E | بابوا غينيا الجديدة         | جزيرة غينيا الجديدة |
| 10°0′S 149°51′E / 10.000°S 149.850°E | بحر سليمان                  | |
| 10°0′S 150°54′E / 10.000°S 150.900°E | بابوا غينيا الجديدة         | Normanby Island [لغات أخرى]‏ |
| 10°0′S 151°17′E / 10.000°S 151.283°E | بحر سليمان                  | مرورا بجنوب the جزيرة جوادالكانال, جزر سليمان |
| 10°0′S 161°20′E / 10.000°S 161.333°E | المحيط الهادئ               | Passing between the جزر جزيرة جنوب ماليتا و ماكيرا [لغات أخرى]‏, جزر سليمان · مرورا بجنوب the جزيرة Ulawa, جزر سليمان · Passing between the Duff وReef island groups, جزر سليمان · Passing between the atolls of Nukulaelae و نيولاكيتا [لغات أخرى]‏, توفالو |
| 10°0′S 161°5′W / 10.000°S 161.083°W  | جزر كوك                     | راكاهانغا [لغات أخرى]‏ atoll |
| 10°0′S 161°4′W / 10.000°S 161.067°W  | المحيط الهادئ               | |
| 10°0′S 150°15′W / 10.000°S 150.250°W | كيريباتي                    | جزيرة كارولاين |
| 10°0′S 150°14′W / 10.000°S 150.233°W | المحيط الهادئ               | |
| 10°0′S 139°8′W / 10.000°S 139.133°W  | تاهيتي                      | جزيرة تاهواتا |
| 10°0′S 139°6′W / 10.000°S 139.100°W  | المحيط الهادئ               | |
| 10°0′S 138°50′W / 10.000°S 138.833°W | تاهيتي                      | جزيرة Mohotani |
| 10°0′S 138°48′W / 10.000°S 138.800°W | المحيط الهادئ               | |
| 10°0′S 78°12′W / 10.000°S 78.200°W   | بيرو                        | |
| 10°0′S 72°10′W / 10.000°S 72.167°W   | البرازيل / بيرو border      | |
| 10°0′S 71°21′W / 10.000°S 71.350°W   | بيرو                        | |
| 10°0′S 70°37′W / 10.000°S 70.617°W   | البرازيل                    | Acre |
| 10°0′S 66°45′W / 10.000°S 66.750°W   | بوليفيا                     | |
| 10°0′S 65°19′W / 10.000°S 65.317°W   | البرازيل                    | روندونيا ماتو غروسو توكانتينس مارانهاو بياوي باهيا سيرجيبي ألاغواس |
| 10°0′S 36°0′W / 10.000°S 36.000°W    | المحيط الأطلسي              | |